# Fighting Vipers 2
 (avril 2020).
Si vous disposez d'ouvrages ou d'articles de référence ou si vous connaissez des sites web de qualité traitant du thème abordé ici, merci de compléter l'article en donnant les références utiles à sa vérifiabilité et en les liant à la section « Notes et références ».
Fighting Vipers 2 est un jeu vidéo de combat sorti en 1998 sur arcade (Model 3) puis converti sur Dreamcast. Le jeu a été développé par Sega-AM2 puis édité par Sega.
Il fait suite à Fighting Vipers, sorti en 1995 sur arcade et Saturn.

## Système de jeu
Jeux de combat arcade inspiré de virtua fighter plusieurs modes disponibles: arcade, vs (contient le mode team battle), random (nouveau), survival (nouveau), training, option

## Personnages
14 combattants dont 3 à débloquer: Bahn, Charlie (nouveau), Emi (nouveau), Grace, Honey, Jane, Mahler, Picky, Raxel, Sanman, Tokio, Del sol (nouveau), Kuhn (nouveau), BM